# Myrhorod
Myrhorod (tiếng Ukraina: Миргород) là một thành phố của Ukraina. Thành phố này thuộc tỉnh Poltava. Thành phố này có diện tích ? km2, dân số theo điều tra dân số năm 2001 là 42886 người.